# Little Stretton, Shropshire
Little Stretton är en by i civil parish Church Stretton, i distriktet Shropshire, i grevskapet Shropshire, i England. Byn är belägen 18 km från Ludlow. Little Stretton var en civil parish 1899–1966 när blev den en del av Church Stretton. Civil parish hade 80 invånare år 1961.